# Interkozmosz–18
Interkozmosz–18 (IK-18) szovjet tudományos atmoszférakutató műhold, a szocialista országok közös Interkozmosz űrprogramjának egysége.

## Jellemzői
1978. október 24-én a Pleszeck űrrepülőtérről egy Interkozmosz hordozórakéta a Koszmosz-3M (11K65M) – 189. eredményes felbocsátás (több mint 1 tonna hasznos terhet elbíró, kétfokozatú) – segítségével indították Föld körüli, közeli körpályára. A dnyipropetrovszki Juzsnoje tervezőirodában kifejlesztett és a Juzsmas által épített AUOSZ–Z–M–IK típusú műhold. Az orbitális egység pályája 96.4 perces, 83 fokos hajlásszögű, elliptikus pálya-perigeuma 407 kilométer, apogeuma 768 kilométer volt. Energiaellátását akkumulátorok és napelemek összehangolt egysége biztosította. Hasznos tömege 1050 kilogramm. Feladata, felépítése, tudományos programja (magnetoszféra és ionoszféra közötti kölcsönhatás vizsgálata) megegyezett az Interkozmosz–10 műholdakéval. Programjának, műszereinek kialakításában több szocialista ország közreműködött. Aktív szolgálati idejét 1981. március 17-én 874 nap után fejezte be, a Föld légkörébe érve elégett.
A Központi Fizikai Kutatóintézet (KFKI) Atomenergia Kutatóintézete, valamint a Budapesti Műszaki Egyetem mérnökei tervezték és készítették az analóg-digitális konvertert (A/D Converter) és a fedélzeti tápegység feszültségstabilizáló eszközét. Az Egységes Telemetrikus Rendszer [ETMSZ-PS] elemeinek tervezésében a magyar kutatókon kívül NDK, lengyel, szovjet, csehszlovák és román mérnökök vettek részt. Az adattárolók rendszeresen továbbították adataikat a földi vevőállomásokra.
A Csehszlovák Magion–1 elnevezésű ionoszférakutató műhold 1978. november 14-én levált az Interkozmosz–18-ról, önálló feladatokat hajtott végre. Pályáját egy prizma (0.3×0.3×0.15 centiméter) kapcsolaton keresztül igazította az anyaműholdhoz. Hasznos tömege 15 kilogramm. Aktív szolgálati idejét 1981. szeptember 11-én, 1052 nap után fejezte be, a Föld légkörébe érve elégett.

## Külső hivatkozások
- Interkozmosz–18. hit.bme.hu. (Hozzáférés: 2012. december 14.)
- Interkozmosz–18. skyrocket.de. (Hozzáférés: 2012. december 17.)
- Interkozmosz–18. lib.cas.cz. (Hozzáférés: 2012. december 17.)
- Interkozmosz–18. skyrocket.de. (Hozzáférés: 2012. december 17.)
- Interkozmosz–18. lib.cas.cz. (Hozzáférés: 2012. december 17.)
- Az AUOSZ műholdtípus az Encyclopedia Astronautica oldalán. Interkozmosz–18. lib.cas.cz. (Hozzáférés: 2012. december 17.)

| Elődje: Interkozmosz–17 | Interkozmosz sorozat 1969–1994 | Utódja: Interkozmosz–19 |